# Giovanni Bonalumi
Giovanni Bonalumi (* 5. April 1920 in Muralto; † 8. Januar 2002 in Locarno)
war ein Schweizer Schriftsteller und Literaturhistoriker aus dem Kanton Tessin.

## Leben
Giovanni Bonalumi wurde 1920 in Muralto als Sohn eines italienischstämmigen Bahnbeamten und einer Bauerntochter geboren. Nach dem Tod seines Vaters trat er als Elfjähriger in das Internat des bischöflichen Priesterseminars von Lugano ein. Die Maturität erlangte er am Kollegium in Einsiedeln. Ab 1943 studierte er Literaturwissenschaft an der Universität Freiburg (Schweiz) und promovierte 1947 zum Doktor in französischer und italienischer Literatur. Nach Studien in Florenz und London unterrichtete er von 1950 bis 1973 am Lehrerseminar Locarno. Von 1973 bis 1990 war er zusätzlich Ordinarius für italienische Literatur an der Universität Basel.
Daneben verfasste er mehrere, zum Teil autobiografische Romane und Erzählungen. Für seinen Roman Gli ostaggi (1954), der seine Jugenderlebnisse im Priesterseminar thematisierte, erhielt er den Charles-Veillon-Preis zugesprochen. Neben seinen belletristischen Arbeiten veröffentlichte er auch mehrere literaturwissenschaftliche Schriften. Für seine Übersetzertätigkeit von Gedichten aus dem Englischen und Französischen wurde ihm 2001 der Übersetzerpreis der italienischen Stadt Monselice verliehen. Im Jahr 1971 war er Präsident des Schweizerischen Schriftstellerverbandes. Bonalumi starb 2002 in Locarno.

## Werke (Auswahl)
- Cultura e poesia di Campana. Vallecchi, Firenze 1953.
- Parini e la satira; l’evoluzione del linguaggio pariniano e la satira. Cappelli, [Rocca San Casciano] 1958.
- Introduzione all’Aminta. Cappelli, Rocca San Casciano 1958.
- Gli ostaggi. Romanzo. Florenz 1954, Bellinzona 1979/1986, Bergamo 1997. (Les otages. Genf 2002; Die Geiseln. Frauenfeld 2010)
- La giovane Adula (1912-1920): saggio introduttivo e antologia dei testi più significativi.  Elvetica, Chiasso 1970.
- Per Luisa. Romanzo. Chiasso 1972, Bergamo 1995. (Pour Louise, Genf 2002)
- Coincidenze. Bellinzona 1986.
- Il pane fatto in casa: capitoli per una storia delle lettere nella Svizzera Italiana e altri saggi. Edizioni Casagrande, Bellinzona 1988.
- Il profilo dell’eremita e altri racconti. Erstausgabe: Florenz 1996.
- Album, quattordici poesie. Bellinzona 1990.
- Cento anni di poesia nella Svizzera italiana. Mit Renato Martinoni; Pier Vincenzo Mengaldo, Armando Dadò Editore, Locarno 1997.

Übersetzungen
- Album inglese. Quaderno di traduzioni (1948-1998). Bergamo 2000[1]

## Auszeichnungen
- Charles-Veillon-Preis (1954)
- Festschrift: A Giovanni Bonalumi. Per il suo sessantesimo dal Seminario di romanistica di Basilea. Basel 1980
- Übersetzerpreis der Stadt Monselice (2001)